# Open du Maroc de tennis de table
L’Open du Maroc ITTF est une étape du Pro-tour de tennis de table organisée par la Fédération internationale de tennis de table.
L'édition 2009 s'est déroulée du 7 au 10 juillet à Rabat. En simple, c'est le biélorusse Vladimir Samsonov qui a remporté le titre. En double homme, c'est l'étonnante paire française Armand Phung/Loic Bobillier qui s'est imposée. Chez les femmes, la japonaise Ai Fukuhara a remporté le titre en simple et en double avec sa compatriote Kasumi Ishikawa.
En 2010, Vladimir Samsonov conserve son titre en dominant en finale le belge Jean-Michel Saive tandis que la paire égyptienne Omar Assar / El-Sayed Lashin (en) s'empare du double. Kasumi Ishikawa réalise à son tour le doublé en remportant le simple féminin et le double avec une autre japonaise, Reiko Hiura

## Palmarès

### Senior
| année | simple messieurs    | double messieurs                  | simple dames    | double dames                 |
| ----- | ------------------- | --------------------------------- | --------------- | ---------------------------- |
| 2009  | Vladimir Samsonov   | Loic Bobillier/Armand Phung       | Ai Fukuhara     | Ai Fukuhara/Kasumi Ishikawa  |
| 2010  | Vladimir Samsonov   | Omar Assar / El-Sayed Lashin (en) | Kasumi Ishikawa | Reiko Hiura /Kasumi Ishikawa |
| 2011  | Vladimir Samsonov   | Jesus Cantero / Marc Duran        | Jeon Ji-hee     | Sun Beibei /Yu Meng Yu       |
| 2012  | Noshad Alamiyan     | -                                 | Matilda Ekhlom  | -                            |
| 2013  | Abdel-Kader Salifou | -                                 | Maria Bykova    | -                            |

### Moins de 21 ans
| année | simple messieurs  | simple dames          |
| ----- | ----------------- | --------------------- |
| 2009  | Alexander Shibaev | Lee Hye-lin           |
| 2010  | Mohamed El-sobky  | Olga Baranova         |
| 2011  | Jérémy Petiot     | Jeon Ji-hee           |
| 2012  | Noshad Alamiyan   | Stéphanie Loeuillette |
| 2013  | Cedric Nuytinck   | Sarah De Nutte        |